# ミシェル・ウィリス
ミシェル・ウィリス(Michelle Willis、1986年11月6日生まれ) は、英国生まれ、カナダ育ちのシンガーソングライター兼キーボード奏者。
彼女はソロ・アーティストとして定期的に演奏し、デヴィッド・クロスビーやベッカ・スティーブンスのサイド・ミュージシャンとしても活躍している。 彼女はまた、イギー&ザ・ストゥージズ、ローラ・マブーラ、スナーキー・パピー、ザ・パラシュート・バンド、 ザック・ブラウン・バンドとも仕事をしている。 

## キャリア
ハンバー・カレッジのジャズ・プログラムを卒業した後、ウィリスはトロントのピアノ・バーで定期的に演奏するようになった。 2009年、パンプ・オルガンとボーカルのウィリス、バイオリンのヒュー・マーシュ、スライド・ギターのドン・ルークからなるモダン・ルーツ・バンド、「スリー・メーター・デイ」が結成された。 2011年、バンドはアルバム『Coasting Notes』を録音し、ウィリス、ルーク、マーシュがカナダ映画賞にノミネートされた映画「Still Mine」のスコアを獲得した。 マーシュとウィリスは、2013年のイギー&ザ・ストゥージズのファイナル アルバム、『レディ・トゥ・ダイ』にも参加している。 
さまざまなコラボレーションを通じて経歴を蓄積して、セッション・キーボーディストおよびバックグラウンド・シンガーとして働いた後、ウィリスは「GroundUP Music」とレコーディング契約を結んだ。彼女のデビューソロ・アルバム、『See Us Through』は2016年春にリリースされた。 アルバムの非常に肯定的なレビューで、Cashbox Magazine CanadaのLee Fraserは次のようにコメントしている。「ミシェルがヨーロッパ、カナダ、アメリカをツアーし、故郷のトロントで演奏するすべてのショーが彼女の熱狂的なファンでいっぱいであることを考えると、それが彼女のデビューであるという事実はかなり驚くべきことです。」 
ウィリスは、『Snarky Puppy's Family Dinner – Volume 2』でローラ・マブーラと一緒に紹介された。そのアルバムには、デヴィッド・クロスビーとベッカ・スティーブンスも含まれていた。プロデューサーのマイケル・リーグはその後、自身、ウィリス、スティーブンスを使って、クロスビーの2016年のアルバム『Lighthouse』のクロスビー -スティーブンスの曲「By the Light of Common Day」でクロスビーをサポートした。カルテットは、クロスビーの2018年のアルバム『ヒア・イフ・ユー・リッスン』で実際に演奏するバンドとして再会し、2018年後半に6週間ツアーを行った。ウィリスがそのアルバムのために書いた曲「ジャネット」について話すとき、クロスビーは彼女を歌手として称賛した：
「ミシェル・ウィリスは...あまりに驚くべき才能の持ち主だ、一体どこから話せばいいのか。彼女はおそらく、私がこれまでに聴いた中で最高のシンガーの一人だろう。すべての中で。今までで... 誰と比べてもだ。 最高の歌手の一人であり、トップ一握りの一人だ。自分と一緒の世界にいるジョニ（ミッチェル）やアレサ（フランクリン）、ボニー（レイット）達みたいな歌える女性だと言うことだ。彼女はその仲間だ。彼女はとてもいい。信じられないほど才能のあるシンガーなんだ」
"Michelle Willis is... so startlingly talented, I don't even know where to start. She's probably one of the best singers I've ever heard in my life. Of all. Ever. Anybody. One of the very best, one of the top handful. I'm talking about, I live in the same world with Joni and Aretha, Bonnie, women who could sing. She's in that league. She's that good. She's an unbelievably talented singer."

## ディスコグラフィー

### ソロ
- 『See Us Through』（2016年5月13日、GroundUP Music）
- 『Just One Voice』（2022年4月6日、GroundUP Music）

### スリー・メーター・デイ
- 『Coasting Notes』（2011年6月9日）

### 参加作品（抜粋）
デヴィッド・クロスビー
- 『Lighthouse』（2016年10月21日、GroundUP Music）
- 『Here If You Listen』(2018年10月26日、BMG）※ウィリスとデヴィッド・クロスビー、マイケル・リーグ、ベッカ・スティーヴンスとの共同制作

イギー&ザ・ストゥージズ
- 『Ready to Die』（2013年4月30日、Fat Possum Records）